# LiSA
Risa Ōribe (織部 里沙 Ōribe Risa?,  Seki, Prefectura de Gifu, 24 de junio de 1987), conocida por su nombre artístico de LiSA (un acrónimo de Live is Smile Always), es una cantante y compositora japonesa, afiliada a Aniplex. Inicialmente una cantante de una banda indie, LiSA hizo su debut en 2010 cantando canciones para la serie de anime, Angel Beats! como una de las dos vocalistas de la banda ficticia Girls Dead Monster. Ella realizó su debut en el Animelo Summer Live en agosto de 2010. En abril de 2011, hizo su debut como solista con el lanzamiento de sus miniálbumes, Letters to U. Las canciones de LiSA se han destacado como tema musical para varios anime como Fate/Zero, Sword Art Online, Day Break Illusion, My Hero Academia, The Irregular at Magic High School y Kimetsu no Yaiba.

## Carrera

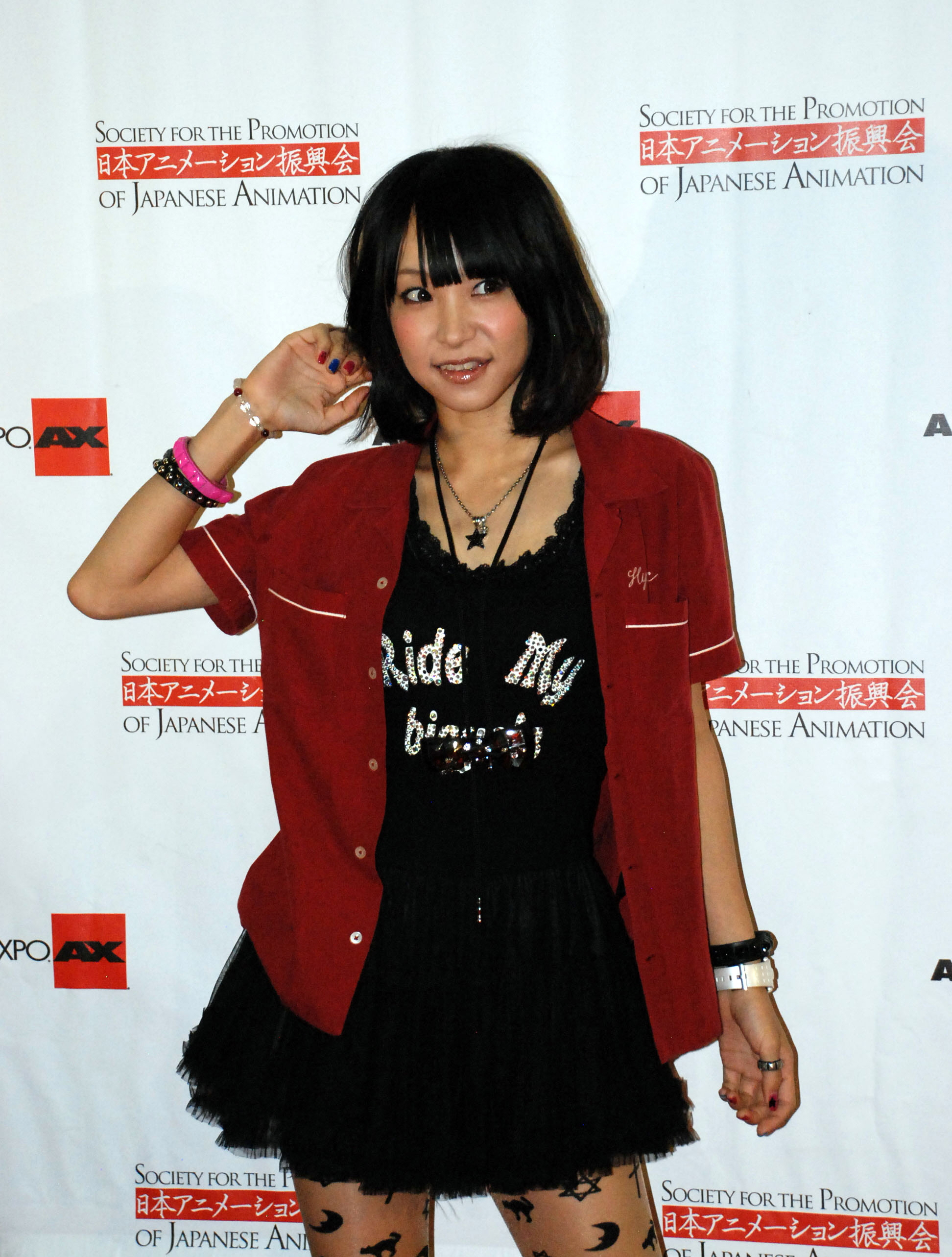
LiSA invitada de honor en la Anime Expo 2012

Oribe comenzó su carrera como cantante en 2005 mientras todavía asistía la escuela secundaria, tras formar la banda de rock-indie "Chucky". Después Chucky se separase en julio de 2008, LiSA formó la banda Love is Same All con los miembros de "Parking Out"; LiSA deriva su nombre artístico como un acrónimo de Love is Same All. En 2010, LiSA hizo su principal debut interpretando canciones para la serie anime Angel Beats! como una de las dos vocalistas de la banda ficticia "Girls Dead Monster". LiSA era la vocalista para el personaje de Yui, y la segunda vocalista, Marina Nakamura, cantó como el personaje Masami Iwasawa. Como Girls Dead Monster, LiSA' sacó tres sencillos y un álbum en 2010 en compañía discográfica Key Sounds Label de Key. El primer sencillo "Thousand Enemies" fue lanzado el 12 de mayo; el segundo sencillo "Little Braver" salió el 9 de junio; y el tercer sencillo "Ichiban no Takaramono (Yui final ver.)" (一番の宝物 〜Yui final ver.〜?) se vendió el 8 de diciembre. El álbum Keep The Beats! fue lanzado el 30 de junio. LiSA hizo su primera aparición en el Animelo Summer Live 2010 el 28 de agosto.
LiSA hizo su debut como solista el 20 de abril de 2011 con el lanzamiento de su miniálbum Letters to U por Aniplex bajo Sony Music Artists. Las canciones del disco fueron compuestas por Dōjin Music y grandes artistas, y LiSA compuso la primera canción "Believe in Myself"; LiSA escribió todas las letras para el álbum. El 12 de noviembre de 2011, hizo su primera aparición en Singapur en el Anime Festival Asia, la mayor convención de anime y la cultura pop del sudeste asiático. LiSA lanzó su primer sencillo como solista "Oath Sign" el 23 de noviembre de 2011, que fue utilizado como tema de apertura de la serie anime Fate/Zero en 2011. Ella lanzó su primer álbum como solista, Lover"s"mile, el 22 de febrero de 2012. LiSA asistió a la Anime Expo de 2012, como invitada de honor y ahí realizó su primer concierto en Norteamérica el 1 de julio.
LiSA lanzó su segundo sencillo, "Crossing Field", el 8 de agosto de 2012, que fue utilizado como el primer tema de apertura de la serie anime, Sword Art Online. Su tercer single "Best Day, Best Way" fue lanzado el 3 de abril de 2013. Su cuarto sencillo "Träumerei" fue lanzado el 7 de agosto de 2013, que se utiliza como tema de apertura de la serie anime de 2013 Day Break Illusion. LiSA lanzó su segundo álbum Landspace el 30 de octubre de 2013. Un libro especial titulado Kyo mo Ii Hi da sobre LiSA que contiene fotos de ella tomadas por la revista Lis Ani! durante más de tres años se publicó el 22 de noviembre de 2013. Cuando se preguntó si LiSA revisaría el significado de sus siglas en el futuro en una entrevista con Nihongogo en el Anime Festival Asia de 2013 en Singapur, ella había sugerido Lovely international Super Apple.
El quinto sencillo "Rising Hope" de LiSA fue lanzado el 7 de mayo de 2014, que se utiliza como tema de apertura de la serie anime de 2014, Mahōka Kōkō no Rettōsei. LiSA cubrió las canciones "Headphone Actor" (ヘッドフォンアクター?) y "Yūkei Yesterday" (夕景イエスタデイ?) para el sexto episodio de la serie anime de 2014, Mekakucity Actors. LiSA lanzó su sexto sencillo "Bright Flight/L. Miranic" el 17 de septiembre de 2014. LiSA lanzó su séptimo sencillo "Shirushi" (シルシ?) el 10 de diciembre de 2014; la canción se utiliza como el tercer tema de cierre en la serie anime de 2014, Sword Art Online II. LiSA lanzó su tercer álbum como solista, Launcher, el 4 de marzo de 2015. LiSA lanzará su octavo sencillo "Rally Go Round" el 27 de mayo de 2015; la canción será usada como tema de apertura de la segunda temporada de la serie anime, Nisekoi.
Uno de sus últimos sencillos como solista, "Catch The Moment", lanzada el 2017, se ha utilizado para la tan esperada película de "Sword Art Online: Ordinal Scale".
Uno de sus sencillos más recientes y conocidos como solista fue lanzado en el año 2019, titulado "Gurenge" el cual es el tema de apertura de Kimetsu no Yaiba (Demon Slayer)
También recientemente ha lanzado éxitos bastante conocidos: "From the Edge" es el cierre de la primera temporada de la serie Kimetsu no Yaiba, "Akeboshi" (明け星) que es el primer tema de apertura de la segunda temporada de la serie Kimetsu no Yaiba, "Shirogane" (白銀) el cual es el primer tema de cierre de la segunda temporada de la misma serie; asimismo "Homura" (炎) junto con su compositor  Yūki Kajiura que es el tema musical de la película "Kimetsu no Yaiba: Mugen Train"

## Discografía

### Álbumes
| N.º | Año  | Información | Posición en el top Oricon | certificaciones (umbrales en ventas) | Ventas  |
| --- | ---- | --- | ------------------------- | ------------------------------------ | ------- |
| 1   | 2010 | Keep The Beats! - Publicado: 30 de junio de 2010 - Compañía discográfica: Key Sounds (KSLA-0058) - Formato: CD                                                                         | 6                         | JP: Gold                             |         |
| 2   | 2011 | Letters to U - Publicado: 20 de abril de 2011 - Compañía discográfica: Aniplex (SVWC-7760) - Formato: CD                                                                               | 14                        |                                      | 11.561  |
| 3   | 2012 | Lover"s"mile - Publicado: 22 de febrero de 2012 - Compañía discográfica: Aniplex (SVWC-7824, SVWC-7826, SVWC-7828) - Formato: CD, CD+DVD, CD+BD                                        | 7                         |                                      | +21.131 |
| 4   | 2013 | Landspace - Publicado: 30 de octubre de 2013 - Compañía discográfica: Aniplex (SVWC-7961–7963, SVWC-7964) - Formato: CD, CD+DVD                                                        | 2                         |                                      | 25.149  |
| 5   | 2015 | Launcher - Publicado: 4 de marzo de 2015 - Compañía discográfica: Aniplex (SVWC-70056–70057, SVWC-70060) - Formato: CD, CD+BD                                                          | 3                         |                                      | 25.124  |
| 6   | 2016 | LUCKY HI FIVE - Publicado: 20 de marzo de 2016 - Compañía discográfica: Aniplex - Formato: CD                                                                                          | 4                         |                                      | 27.610  |
| 7   | 2017 | Little Devil Parade - Publicado: 24 de mayo de 2017 - Compañía discográfica: Sacra Music (VVCL-1040-1041, VVCL-1042-1043, VVCL-1044, VVCL-1045-1047) - Formato: CD, CD/DVD, CD/Blu-ray | 4                         |                                      | 7.600   |

### Sencillos
| N.º | Año  | Canción                    | Posición en el top Oricon | certificaciones (umbrales en ventas) | Álbum                 | Ventas |
| --- | ---- | -------------------------- | ------------------------- | ------------------------------------ | --------------------- | ------ |
| 1   | 2010 | "Thousand Enemies"         | 4                         |                                      | Keep The Beats!       |        |
| 2   | 2010 | "Little Braver"            | 2                         |                                      | Keep The Beats!       |        |
| 3   | 2010 | "Ichiban no Takaramono"    | 3                         |                                      | Keep The Beats!       |        |
| 4   | 2011 | "Oath Sign"                | 5                         | JP: Gold                             | Lover"s"mile          | 78.944 |
| 5   | 2012 | "Crossing Field"           | 5                         | JP: Gold                             | Landspace             | 88.444 |
| 6   | 2013 | "Best Day, Best Way"       | 6                         |                                      | Landspace             | 18.772 |
| 7   | 2013 | "Träumerei"                | 15                        |                                      | Landspace             | 28.394 |
| 8   | 2014 | "Rising Hope"              | 4                         |                                      | Launcher              | 51.298 |
| 9   | 2014 | "Bright Flight/L. Miranic" | 8                         |                                      | Launcher              | 13.489 |
| 10  | 2014 | "Shirushi"                 | 3                         |                                      | Launcher              | 44.619 |
| 11  | 2015 | "Rally Go Round"           | 12                        |                                      | "Little Devil Parade" | 29.196 |
| 12  | 2015 | "Empty mermaid"            | 10                        |                                      | "Little Devil Parade" | 22.164 |
| 13  | 2015 | "ID"                       | -                         |                                      | "Little Devil Parade" | -      |
| 14  | 2016 | "Brave freak out"          | 9                         |                                      | "Little Devil Parade" | 24,167 |
| 15  | 2017 | "Catch The Moment"         | 4                         |                                      |                       | 60.785 |
| 16  | 2017 | "Datte Atashi no Hero."    | 7                         |                                      |                       | 15.399 |
| 17  | 2017 | "ASH"                      | 5                         |                                      |                       | 26.464 |
| 18  | 2018 | "ADAMAS."                  | 6                         |                                      |                       | 15.4   |

### Videos
| N.º | Año  | Información | Posición en el top Oricon |
| --- | ---- | --- | ------------------------- |
| 1   | 2011 | Girls Dead Monster starring LiSA Tour 2010 Final: Keep The Angel Beats! - Publicado: 1 de junio de 2011 - Compañía discográfica: Key Sounds (KSLV-0001–0003) - Formato: BD/DVD |                           |
| 2   | 2012 | Live is Smile Always: Lover"s"mile in Hibiya Yagai Daiongakudō - Publicado: 26 de septiembre de 2012 - Compañía discográfica: Aniplex (ANSB-3707) - Formato: DVD               | 66                        |
| 3   | 2014 | Live is Smile Always: Kyō mo Ii Hi da in Nippon Budokan - Publicado: 18 de junio de 2014 - Compañía discográfica: Aniplex (ANSX-10001, ANSB-10001) - Formato: BD/DVD           | 24 (DVD)                  |

### Videos musicales
| N.º | Año  | Canción              | Director   |
| --- | ---- | -------------------- | ---------- |
| 1   | 2010 | "Little Braver"      |            |
| 2   | 2010 | "Day Game"           |            |
| 3   | 2011 | "Believe in myself"  |            |
| 4   | 2011 | "Mōsō Controller"    |            |
| 5   | 2011 | "Oath Sign"          | Tomoo Noda |
| 6   | 2012 | "Crossing Field"     | Tomoo Noda |
| 7   | 2013 | "Best Day, Best Way" | Tomoo Noda |
| 8   | 2013 | "I'm a Rock Star"    |            |
| 9   | 2013 | "Träumerei"          | Tomoo Noda |
| 10  | 2014 | "Rising Hope"        | Tomoo Noda |
| 11  | 2014 | "Bright Flight"      | Tomoo Noda |
| 12  | 2014 | "L.Miranic"          | Tomoo Noda |
| 13  | 2014 | "Shirushi"           | Tomoo Noda |
| 14  | 2015 | "Rally Go Round"     |            |
| 15  | 2015 | "Empty mermaid"      |            |
| 16  | 2016 | "Brave freak out"    |            |

### Otras apariciones de álbumes de vídeo
| N.º | Año  | Canción(es)                              | Álbum de vídeo                           | Artista(s)      | Notas                                      | Ref.   |
| --- | ---- | ---------------------------------------- | ---------------------------------------- | --------------- | ------------------------------------------ | ------ |
| 1   | 2011 | "Crow Song" "Brave Song"                 | Animelo Summer Live 2010: Evolution 8.28 | varios artistas | "Brave Song" was sung with Lia and Marina. | [ 44 ] |
| 2   | 2014 | "Crossing Field" "Träumerei" "Crow Song" | Animelo Summer Live 2013: Flag Nine 8.24 | varios artistas |                                            | [ 45 ] |